# Alte Post (Barleben)

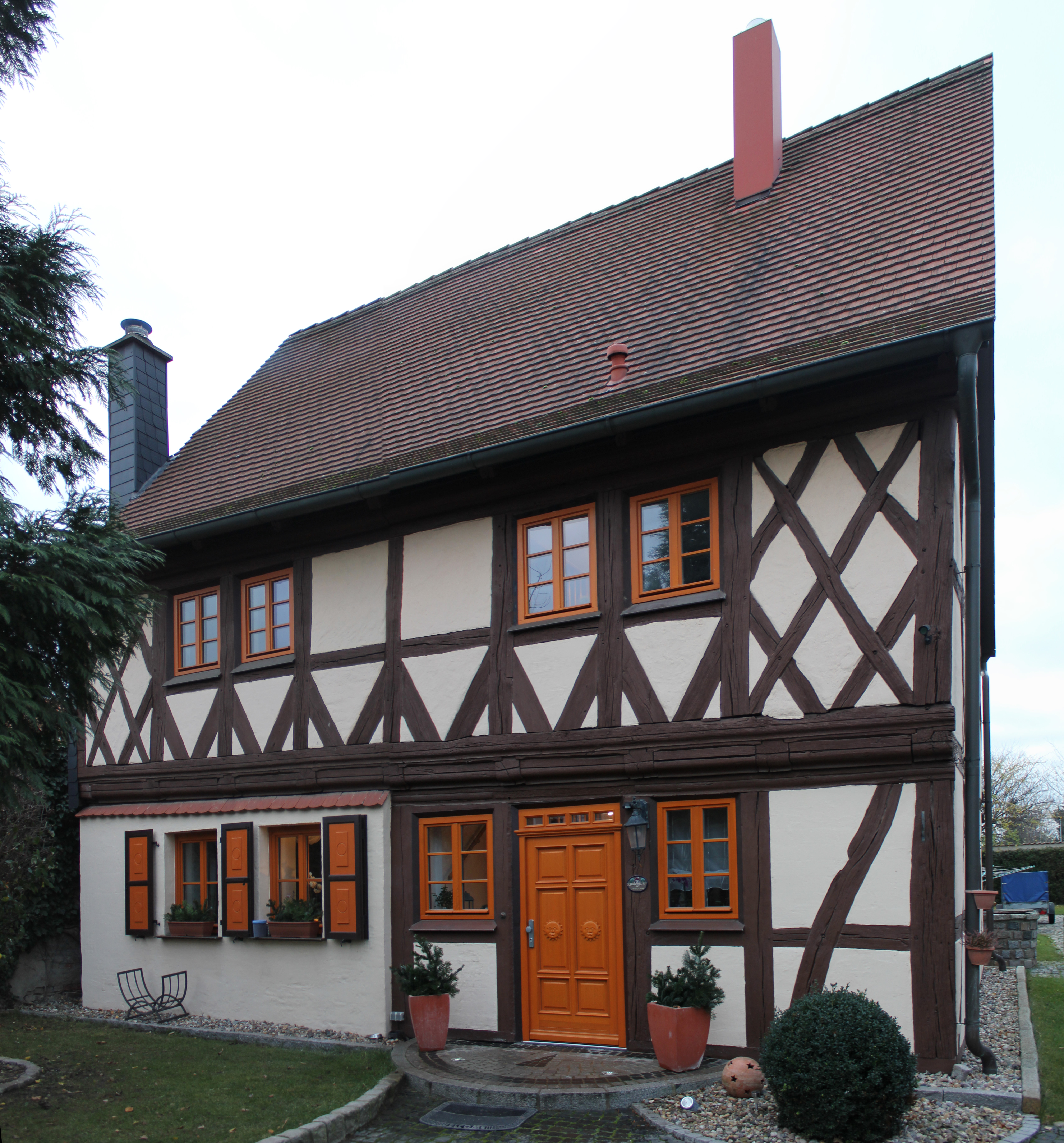
Alte Post, 2017

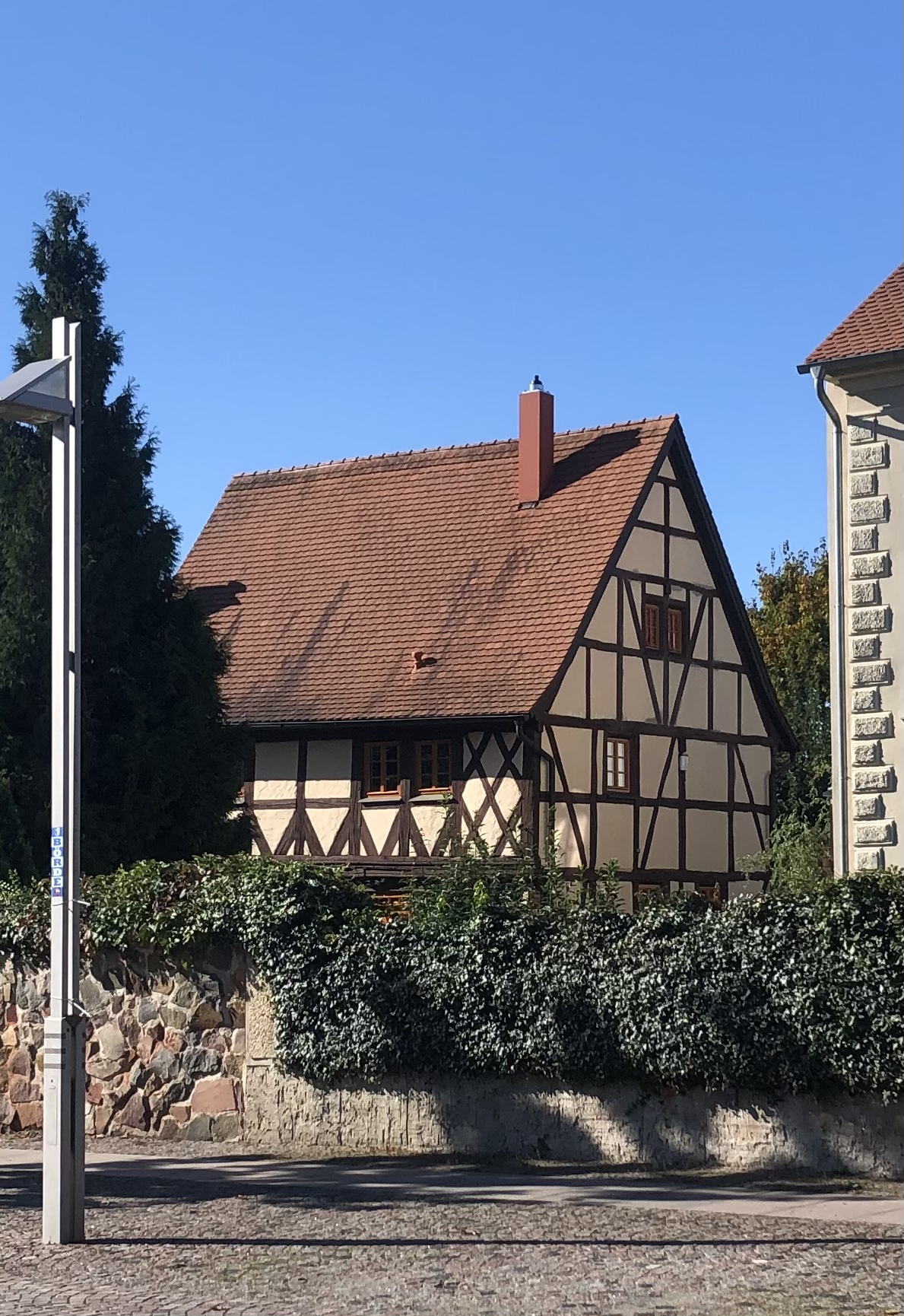
2021

Die Alte Post ist ein denkmalgeschütztes Wohnhaus in Barleben in Sachsen-Anhalt.

## Lage
Es befindet sich an der Adresse Breiteweg 149 auf der Westseite der Straße Breiteweg schräg gegenüber der Einmündung der Rudolf-Breitscheid-Straße im Ortszentrum von Barleben. Unmittelbar nördlich steht das gleichfalls denkmalgeschützte Gebäude Breiteweg 150. Das Gebäude gehört zugleich zum Denkmalbereich Breiteweg 147–150.

## Architektur und Geschichte
Das zweigeschossige traufständig zur Straße ausgerichtete Gebäude wurde nach einer am Haus befindlichen Inschrift im Jahr 1680 gebaut. Es ist in Fachwerkbauweise errichtet und verfügt über eine profilierte barocke Saumschwelle. An der als Zierfachwerk aus Eichenholz ausgeführten Fassade des oberen Stockwerks finden sich Fußstreben und Rautenkreuze. Bedeckt ist das Haus mit einem steilen Satteldach.
Erbaut wurde es als Gasthof Vor dem Tore. Schon 1682 wurde hier der einzige Haltepunkt der durch zumeist vierspännigen Postkutschen bedienten Geschwindepost auf der Strecke von Magdeburg nach Havelberg über Stendal eingerichtet. Ab dem Jahr 1685 wurde es zugleich für die uniformierte schwere Güterpost Magdeburg - Hamburg genutzt. Eine andere Verbindung führte nach Brandenburg (Havel), Potsdam und Berlin. Die Nutzung als Posthalterei dauerte bis 1842 an. Zwischen 1843 und 1970 diente es als Wohnhaus. Eine denkmalgerechte Sanierung fand von 1995 bis 2000 statt. Es schloss sich wiederum eine Wohnnutzung an.
Im örtlichen Denkmalverzeichnis ist das Wohnhaus unter der Erfassungsnummer 094 15922 als Baudenkmal verzeichnet.
Das Haus gilt als für die Magdeburger Börde typisches Fachwerkhaus und eines der schönsten erhalten Gebäude dieses Typs in der Region. Zugleich ist es das älteste erhaltene Gebäude Barlebens.